# Louis Gernet
Louis Gernet (ur. 1882, zm. 1962 w Paryżu) – francuski historyk starożytności i filolog.

## Życiorys
W latach 1921-1948 był profesorem uniwersytetu w Algierze, potem w Paryżu. Wprowadził (pod wpływem Durkheima) do badań o archaicznej i klasycznej Grecji elementy socjologii i antropologii. Był jednym z założycieli współczesnej francuskiej szkoły historycznej, w której czołowe miejsce zajmują studia nad mentalnością (histoire des mentalités). W jego koncepcji historycznej prawo jest uprzywilejowanym obszarem przejawiania się zbiorowej świadomości, w związku z czym właśnie prawu poświęcił najwięcej uwagi. Do najważniejszych jego prac należą: Recherches sur le développement de la pensée juridique  et morale en Grèce (1917), Le genie grec dans la religion (1932, wspólnie z André Boulangerem), Droit et société dans la Grèce ancienne (1955), Anthropologie de la Grèce antique (1968). Wydawał również dzieła attyckich mówców - Antyfona, Lizjasza, Demostenesa; wydał również Prawa Platona.